# Thorbjørn Lausten
Thorbjørn Lausten, auch Thorbjörn Lausten, (* 1945 in Sörumsand) ist ein dänischer Lichtkünstler.

## Leben und Werk
Als Künstler ist Thorbjørn Lausten Autodidakt. 1966 machte er erstmals als bildender Künstler von sich reden. Bei einem Aufenthalt in London in den Jahren 1968 bis 1969 kam er mit kinetischer und elektronischer Kunst in Kontakt. Sein erstes Lichtkunstwerk Pointany X wurde 1972 ausgestellt. 1987 wurde er als Gastkünstler an das Massachusetts College of Art in Boston berufen. Von 1988 bis 1989 ist er Research fellow am Center for Advanced Studies am MIT in Boston, wo er 1988 seine erste Einzelausstellung außerhalb Dänemarks absolvierte. 1989 publizierte er sein Buch Lys/Billede - projekter über Lichtprojekte. Seit dieser Zeit stellte er in vielen Museen in Europa und den USA aus und schuf Kunstwerke im öffentlichen Raum.
1996 erhielt er die Eckersberg-Medaille.

## Ausstellungen (Auswahl)
- 1972 Gallery Ars Studeo, Dänemark
- 1989 Einzelausstellung im Fyns Kunstmuseum Odense
- 1990 Einzelausstellung, Galerie Weisses Haus, Hamburg
- 1991 Einzelausstellung in der Dänischen Nationalgalerie
- 1995 Multimediale 4, ZKM Karlsruhe
- 1997 Einzelausstellung im ARKEN – Museum Moderner Kunst, Kopenhagen
- 1998 Museum am Ostwall, Dortmund
- 2006 Lichtkunst aus Kunstlicht, ZKMax – Zentrum für Kunst und Medientechnologie, Karlsruhe
- 2008 MFSK – Museum of Contemporary Art, Roskilde
- 2008 Einzelausstellung Magnet, ZKM Karlsruhe
- 2008 Einzelausstellung im Nordjyllands Kunstmuseum, Aalborg
- 2009 Kunstmuseum Fuglsang, Dänemark[2]
- 2010 LichtRouten, Lüdenscheid
- 2018 Light Art Weekend Extended Mind, Alte Münze, Berlin

## Werke im öffentlichen Raum
- 1994/95 Lichtspiegel: Neonröhren, Glasplatte und elektronisch kontrollierter Scheinwerfer, Hansehalle Lübeck[3]

## Sammlungen
- ZKM Karlsruhe[4]